# Ottaviano Del Turco
Ottaviano Del Turco (n. 7 noiembrie 1944, Collelongo, Abruzzo, Italia – d. 22 august 2024, Collelongo, Abruzzo, Italia) a fost un om politic italian, membru al Parlamentului European în perioada 2004-2009 din partea Italiei.